# بول بلارت: شرطي المجمع التجاري 2
بول بلارت: شرطي المجمع التجاري 2 (بالإنجليزية: Paul Blart: Mall Cop 2)‏ هو فيلم حركة تم إنتاجه في الولايات المتحدة وصدر في سنة 2015. الفيلم من إخراج أندي فيكمان وكتابة كيفن جيمس. من بطولة كيفن جيمس ونيل ماكدونو وديفيد هنري ودانييلا ألونسو.

## القصة
تدور أحداث الفيلم حول حارس أمن «بول بلارت» وابنته مايا، حيث قرر بلارت الذي يعمل في أحد المجمعات التجاري أن يذهب إلى معرض رجال الحراسة في لاس فيجاس مع ابنته المراهقة مايا التي تخطط للذهاب لجامعة دون ان تخبر بلارت، وأثناء ذلك يكتشف بلارت عملية سطو على الفندق المقيم به.

## الميزانية والإيرادات

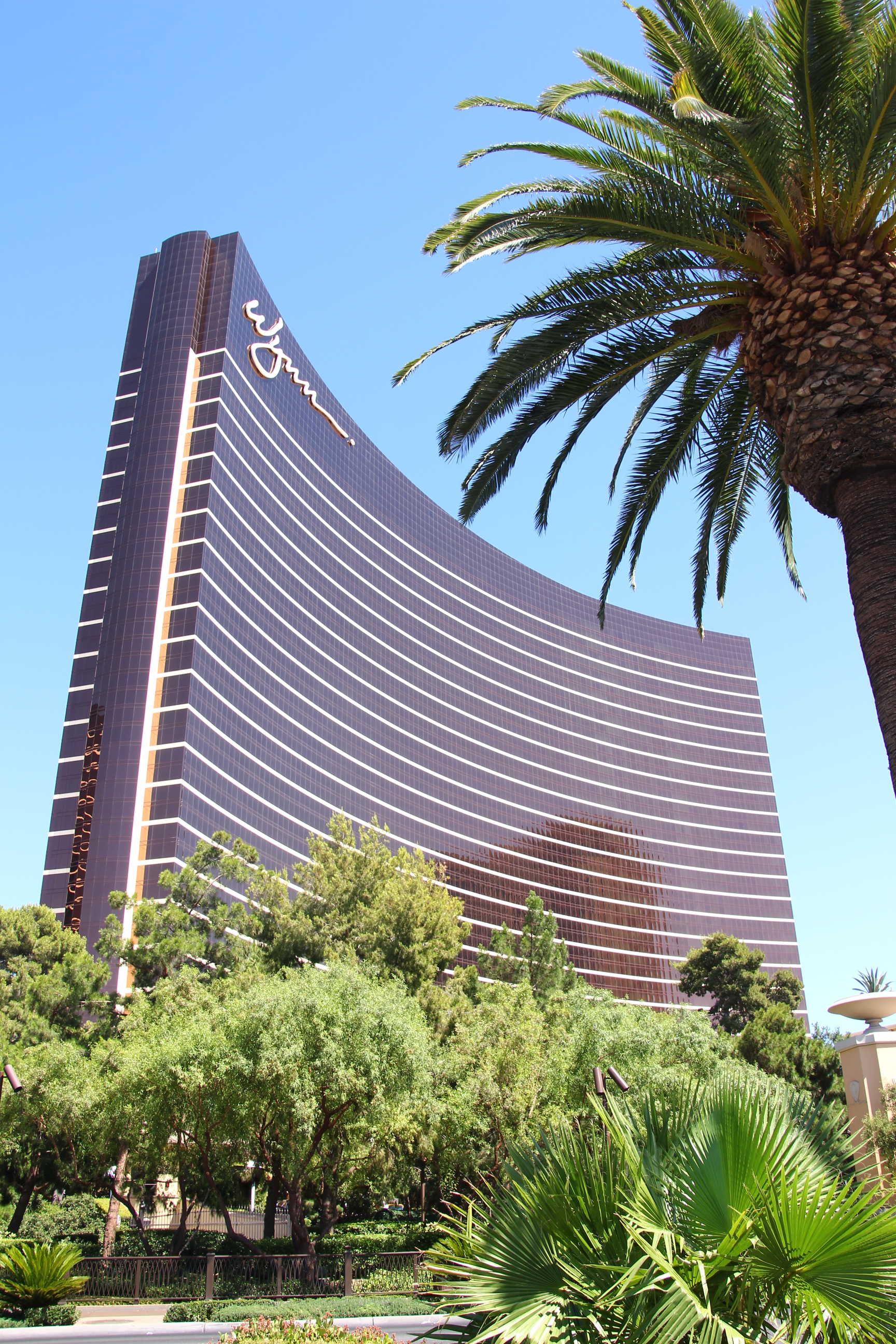
تم تصوير الفيلم كامل في منتجع وين (Wynn).

بلغت تكلفة إنتاج الفيلم حوالي 30 مليون دولار بينما حقق أرباحا تقدر بـ 103.8 مليون دولار.

## وصلات خارجية
- بول بلارت: شرطي المجمع التجاري 2 على موقع IMDb (الإنجليزية)
- بول بلارت: شرطي المجمع التجاري 2 على موقع ميتاكريتيك (الإنجليزية)
- بول بلارت: شرطي المجمع التجاري 2 على موقع روتن توميتوز (الإنجليزية)
- بول بلارت: شرطي المجمع التجاري 2 على موقع نتفليكس (الإنجليزية)
- بول بلارت: شرطي المجمع التجاري 2 على موقع ألو سيني (الفرنسية)
- بول بلارت: شرطي المجمع التجاري 2 على موقع أول موفي (الإنجليزية)
- بول بلارت: شرطي المجمع التجاري 2 على موقع بوكس أوفيس موجو (الإنجليزية)
- بول بلارت: شرطي المجمع التجاري 2 على موقع فيلمافينيتي (الإسبانية)
- بول بلارت: شرطي المجمع التجاري 2 على موقع قاعدة بيانات الأفلام السويدية (السويدية)
- بول بلارت: شرطي المجمع التجاري 2 على موقع قاعدة بيانات الفيلم (الإنجليزية)